# Königlich Bayerisches 10. Infanterie-Regiment „König Ludwig“

10. bayer. Inft.-Regt. Ingolstadt

Der Verband wurde 1682 unter dem Namen Regiment „Berlo zu Fuß“ durch Kurfürst Max Emanuel für die kurbayerische Armee errichtet. 1745/78 führte es den Namen Leibregiment Infanterie. Aus diesem entwickelte sich im 19. Jahrhundert ein Regiment der Bayerischen Armee unter dem Namen 10. Infanterie-Regiment „König Ludwig“. Während der kurpfalzbayerischen Zeit ab 1778 wurde das Regiment als 10. Linieninfanterie-Regiment Juncker in die neu geschaffene Stammliste aufgenommen. Zur Systematik wurden nachträglich auch folgende Nummerierungen eingeführt: 1682/5 (nach Tessin), Infanterieregiment No. 1 (nach Bleckwenn).
Im 17. und 18. Jahrhundert führten die Regimenter nur den Namen des Regimentsinhabers.

## Geschichte

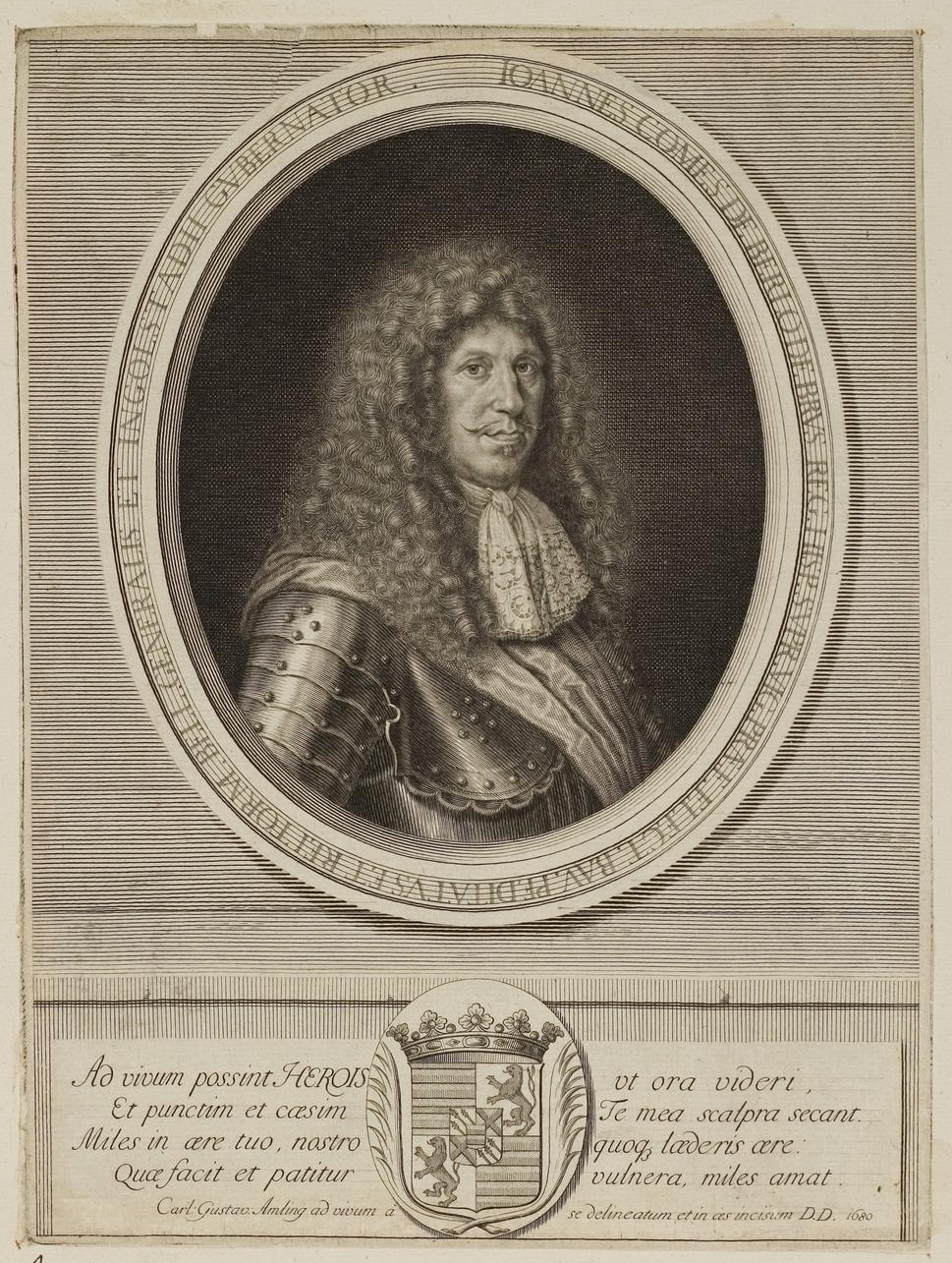
Johann Graf von Berlo, Porträt aus dem 17. Jahrhundert

### Aufstellung und Entwicklung
Das Regiment wurde auf allerhöchsten Befehl des Kurfürsten Max Emanuel am 29. Juni 1682 aufgestellt. Es wurde aus der Statthalter-Kompagnie Ingolstadt des Generalfeldzeugmeisters Johann Adolf Graf Berlo de Coquier, der auch bis zu seinem Tode am 6. März 1683 der erste Inhaber des Regiments war, der Kompagnie des Oberwachtmeisters Ferdinand Franz de St. Jure Chevalier de Mercy et Marange, der bis 14. Juli 1683 der erste Oberstkommandant (die Bezeichnung Kommandeur wurde erst 1872 gebräuchlich) des Regiments war, der Kompagnie von Hauptmann Johann Albrecht Freiherr von Notthaft auf Weißenstein, der als Oberstkommandant Nachfolger von de Mercy wurde und das Kommando bis 1688 innehatte, sowie drei neu aufgestellten Kompagnien gebildet. Es wurde als Regiment zu Fuß „Graf Berlo“ bezeichnet und seine Stärke betrug 1200 Mann und 22 Pferde.
Seit 1685 führte die Einheit stets den Namen „Leibregiment“. Regimentsinhaber waren immer die jeweiligen Kurfürsten/Kaiser: Max Emanuel (Leibregiment zu Fuß, 1684–1726), Karl Albrecht (Leibregiment Infanterie, 1726–1742, Kaiserliches Leibregiment Infanterie, 1742–1745), Max III. (Leibregiment Infanterie, 1745–1778).

### Feldzüge gegen die Türken 1683/88
Im Feldzug gegen die Türken trat am 12. September 1683 das Regiment nunmehr auf acht Kompagnien zu je 200 Mann aufgerüstet bei Wien an. Binnen drei Wochen verlor es durch Kampf, aber vor allem durch Krankheiten die Hälfte der Männer. Im Dezember 1683 verstarb auch Oberst de Mercy an einem Fieber. Danach war Max Emanuel bis zu seinem Tode am 26. Februar 1726 Inhaber des Regiments. Am 5. Juli 1684 wurde es in Kurfürstliches Leib-Regiment zu Fuß umbenannt. Das Regiment nahm an den Belagerungen von Ofen teil. Zur ersten Belagerung vom 11. September bis 1. November 1684 ist lediglich seine Gefechtsstärke (1200 Mann und 57 Pferde) bekannt; während der zweiten (17. Juni bis 12. September 1686) musste es 101 Gefallene, 110 Verwundete und 100 Mann im Krankenstand, von denen 50 Mann ihren Krankheiten erlagen, hinnehmen. Nach der Belagerung und verlustreichen Erstürmung von Belgrad vom 10. August bis 6. September 1688 war das Regiment noch 674 Mann stark.

### Reichskrieg gegen Frankreich 1689/97
Zu Beginn des Erbfolgekrieges war das Regiment in zwei Grenadier- und zwölf Füsilier-Kompagnien mit einer Gesamtstärke von 2100 Mann gegliedert. Während des Krieges hatte das Regiment an der Beschießung und Belagerung von Mainz (26. Juli bis 11. September 1689) wesentlich Anteil. Nach dem Feldzug in Oberitalien (1691 bis 1693) wurde ein III. Bataillon; nach dem Feldzug in den Niederlanden und am Oberrhein (1694 bis 1696) wurde eine dritte Grenadier-Kompagnie aufgestellt. Am 1. April 1699 hatte das Regiment mit der Einverleibung der Grenadier-Kompagnien der Regimenter Lützelburg, Maffei und Haxthausen 532 Grenadiere und 1045 Füsiliere.

### Spanischer Erbfolgekrieg1702/14
In der Schlacht von Höchstädt am 20. September 1703 waren die Grenadier-Kompanien des Regiments beteiligt. Bei 500 Mann eigenen Verlusten wurden 4000 Gefangene und als Beute 37 Kanonen, vier Fahnen, neun Standarten und die gesamte kaiserliche Bagage eingebracht. Nach den Schlachten bei Schellenberg (2. Juli 1704) und Höchstädt (13. August 1704) war das Regiment dezimiert. Mit dem Kurfürsten verlegte es in die spanischen Niederlanden, wo es 8 Grenadier- und 16 Füsilierkompagnien mit einer Gesamtstärke von ca. 1500 Mann zählte. In der Schlacht bei Ramillies am 23. Mai 1706 erlitt das Regiment eine schwere Niederlage und verlor alle Fahnen mit Ausnahme von einer. Es wurden danach die Grenadier-Bataillone und -Kompagnien aufgelöst oder abgerüstet. Am 1. September 1710 erfolgte wieder die Errichtung von zwei Bataillonen zu je einer Grenadier- und fünf Füsilierkompagnie. In der verlustreichen Schlacht bei Malplaquet war das Regiment am Rande beteiligt und erlitt deshalb nur geringe Verluste. Nach dem Rastatter Frieden kehrte das Regiment wieder nach München zurück.

### Feldzüge gegen die Türken 1717/18, 1737, 1739
Das Regiment wurde am 10. Juli 1717 wieder auf drei Bataillone mit zwei Grenadier- und 14 Füsilierkompanien (insgesamt 1441 Mann) aufgestockt. Es war während der zweiten Eroberung Belgrads (3. Juli bis 16. August 1717) unter Prinz Eugen von Savoyen beteiligt und hatte ca. 300 Mann Verluste, die jedoch im Mai 1718 durch 643 Mann Ersatz reichlich ergänzt wurden. Zwischenzeitlich in vier Bataillone zu je 5 Kompagnien (September 1734) gegliedert konnte sich das Regiment im Russisch-Österreichischen Türkenkrieg bei Grocka und anschließend an der Pancsowa im Juli 1739 mit wenig Verlusten aus der Affaire ziehen.

### Österreichischer Erbfolgekrieg1741/48
Das Regiment trat am 31. Juli 1741 in einer Stärke von 1669 Mann zur Einnahme von Passau an, das ohne Verluste besetzt wurde. Die Besetzung von Prag am 26. November 1741 konnte mit zwei Bataillone ebenfalls ohne Verluste erfolgen. Zu Jahresende 1741 wurde für das Regiment noch die Aufstellung eines V. und ein VI. Bataillons befohlen, was aus unbekannten Gründen nicht zur Ausführung kam. Am 31. Januar 1742 in Römisch Kaiserlicher Majestät löbliches Leib-Regiment umbenannt war das Regiment als Besatzung von Prag vom 13. Juni bis 30. September 1742 ständigen Angriffen österreichischer Truppen ausgesetzt. Im Dezember 1742 musste es die Stadt räumen. Am 9. Mai 1743 waren an der Schlacht bei Simbach am Inn nur Abkommandierte des Regiments beteiligt, die in der Masse in österreichische Gefangenschaft gerieten. Das Regiment selbst kämpfte im Jahr 1743 wenig erfolgreich in Bayern, das nahezu vollständig durch habsburgische Truppen besetzt wurde, und zog sich in die Winterquartiere westlich des Rheins zurück. Im Jahre 1744 war es als Teil der französisch-bayerischen Armee an der Rückeroberung Bayerns wesentlich beteiligt. Am 20. Januar 1745 wurde Kurfürst Maximilian III. Joseph von Bayern Inhaber des Regiments, das er bis zu seinem Tod am 30. Dezember 1777 behielt. Nach einem Gefecht bei Vilshofen am 26. März 1745 geriet ein fast vollständiges Bataillon (456 Mann) in Gefangenschaft. Das Regiment wurde danach (1. Juni 1745) auf zwei Grenadier- und zehn Füsilier-Kompagnien reduziert. Es verlor auch seine Benennung, erst 1778 bekam es wieder eine Bezeichnung.
Ein Bataillon des Regiments war in Stärke von 18 Offizieren, 72 Unteroffizieren und 693 Mann dem Subsidienkorps in Holland zugeteilt. In der Schlacht bei Roucoux am 11. Oktober 1746 musste das Kontingent 300 Mann Verluste hinnehmen. Im Folgenden nahm es an der Schlacht bei Lauffeldt (2. Juli 1747) teil. Mit der Belagerung von Maastricht vom 8. April bis 5. Mai 1748 ging der Einsatz des Regiments im österreichischen Erbfolgekrieg zu Ende.
Durch Einverleibung von Teilen der Regimenter Hildburghausen und Nys erstarkte das Regiment bis März 1749 wieder auf vier Bataillone (gesamt vier Grenadier- und zwanzig Füsilier-Kompagnien). Im August 1753 gab das Regiment ein Bataillon als Stammtruppe für das Regiment „Pechmann“ ab.

### Siebenjähriger Krieg1751/59
Das Regiment stellte das II. und III. Bataillon zum Auxiliarkorps von GWM Johannes Claudius Graf Seyssel d’Aix ab. Im Oktober und November 1757 war es bei der Inbesitznahme von Schweidnitz (12. November) und Breslau (24. November) durch die österreichische Armee beteiligt. Bei Leuthen (5. Dezember 1757) wurden die habsburgischen Kräfte und deren Verbündete von Friedrich II. von Preußen entscheidend geschlagen. Das Regiment verlor dabei acht Offiziere und 186 Mann durch Tod, Verwundung oder Gefangenschaft. In den Gefechten bei Olmütz (2. Mai bis 2. Juli 1758) und an der Neiße (5. Oktober bis 5. November 1758) kämpfte es ebenfalls wenig erfolgreich. Im Januar 1759 wurde das bayerische Auxiliarkorps zurückbeordert. Das Regiment marschierte in seinen damaligen Heimatstandort Wels, die 12. Kompagnie nach München.
Am 26. Oktober 1770 wurde Feldmarschallleutnant Franz Joseph Servatius Basselet de la Rosée zum 2. Inhaber des Regiments ernannt. Zu Beginn des Jahres 1778 bestand das Regiment aus 57 Offizieren, sechs Junkern, vier Chirurgen, 103 Unteroffizieren, 27 Tambouren, 18 Pfeifern und 964 Mannschaften. Zudem verlegte es von Wels nach Neuburg an der Donau. Am 1. Juli 1778 gab es das II. Bataillon und die Regimentsmusik zur Aufstellung des Kurbayerischen Leib-Regiments ab und wurde nunmehr Regiment zu Fuß „La Rosée“ genannt; de la Rosée wurde zugleich zum Inhaber des Regiments ernannt. Mit der Ernennung von Generalleutnant Johann Siegmund Graf von Preysing-Hohenaschau zum Inhaber des Regiments hieß es ab 3. Dezember 1781 Regiment zu Fuß „Graf v. Preysing“, das am 1. Januar 1790 in 11. Füsilier-Regiment „Graf v. Preysing“ umbenannt wurde. Generalmajor Franz Klemens Joseph Anastasius Freiherr von Weichs erhielt am 25. Juli 1790 das Regiment, das nunmehr 11. Füsilier-Regiment „v. Weichs“ hieß. Am 12. März 1792 wurde Generalmajor Karl Anton Freiherr von Juncker und Bigatto zum Oberstkommandanten, ab 16. April zum Inhaber des Regiments ernannt, das sogleich in Infanterie-Regiment „v. Juncker“ umbenannt wurde.

### Koalitionskriege
Das I. Bataillon des Regiments wurde 1792 dem Regiment Oberst von Ernesty unterstellt, das vom 22. Dezember 1792 bis 22. September 1795 als Garnison in Mannheim eingesetzt wurde. Es hatte wenig personelle Verluste zu beklagen, verlor allerdings sämtliches Gepäck und die Archive.
Für den Zweiten Koalitionskrieg stellte das Regiment das verstärkte I. Bataillon (fast 1000 Mann) ab. Nach der Schlacht bei Hohenlinden am 3. Dezember 1800 hatte das Bataillon mehr materielle als personelle Verluste zu beklagen.
Ab 27. März 1804 erhielt das Regiment die Bezeichnung 10. Linien-Infanterie-Regiment „von Juncker“ und hatte eine Stärke von 52 Offizieren, 100 Unteroffizieren und 2380 Mannschaften.
Im Feldzug gegen Österreich 1805 trat das Regiment in Stärke 52 Offiziere, 98 Unteroffiziere, 33 Spielleute und 1644 Mann an. Es besetzte im November 1805 Kufstein und stellte ab Dezember 1805 die Besatzungstruppe in Südtirol.
Im weiteren Feldzug gegen Österreich 1809 kämpfte das Regiment bei Abensberg und Eggmühl im April 1809 sowie am Bergisel am 29. Mai 1809. Die Verluste hielten sich dabei in Grenzen, an der Pontlatzer Brücke jedoch setzten die Tiroler am 8. August 1809 dem Regiment heftig zu und nahm die Reste gefangen, es verlor dabei einige Geschütze und den gesamten Tross.

### Feldzug gegen Russland 1812
Das Regiment bildete mit dem 4. Infanterie-Regiment die 2. Brigade der 1. Division (Deroy) und stellte 47 Offiziere sowie 1636 Unteroffiziere und Mannschaften. In der Schlacht bei Polozk (17./18. August 1812) fiel der Oberstkommandant Oberst Friedrich Graf von Preysing, das Regiment zählte noch 150 Mann, die Kompagnien wurden von Unteroffizieren geführt. Während des Rückzugs schmolz es bis 31. Dezember 1812 auf gesamt 57 Mann zusammen, so dass das Regiment zum Teil aufgelöst und neu aufgestellt werden musste. In der Schlacht bei Dennewitz am 6. September 1813 erlitt das II. Bataillon, das dem Observationskorps von Raglovich unterstellt worden war, schwere Verluste an Personal und Material.

### Feldzug gegen Frankreich 1813/15
Das neuaufgestellte I. Bataillon des Regiments wurde mit einer Schützen- und fünf Füsilierkompagnien dem Korps Raglovich unterstellt (28 Offiziere, 72 Unteroffiziere und 912 Mannschaften). Es war an der Schlacht bei Hanau am 31. Oktober 1813 beteiligt. Bei Bar-sur-Aube am 27. Februar 1814 musste das Bataillon schwere Kämpfe gegen die Franzosen bestehen. Im Jahre 1815 wurde das Regiment nicht weiter eingesetzt. Nach den Befreiungskriegen wurde das Regiment zeitweise nur auf Kaderstärke von 14 Offizieren und 20 Unteroffizieren gehalten. Im Oktober 1824 zogen 2 Bataillone in einer Gesamtstärke von 783 Mann in Landau in der Pfalz ein. Ab 1831 war Amberg die Garnisonsstadt des Regiments.
Eine Abordnung des Regiments (ca. 700 Mann) unterstützte den Unabhängigkeitskampf Griechenlands gegen das Osmanische Reich von November 1832 bis Februar 1835. Dabei wurde es von einer tödlichen Krankheit (gestorben 4 Offiziere und 153 Mann) heimgesucht, 135 Mann gerieten nach dem Gefecht bei Aslanaga (12. August 1834) in Gefangenschaft, während es durch Kampfhandlungen „nur“ 9 Gefallene und 18 Verwundete zu verzeichnen hatte. Nach Rückkehr aus Griechenland erhielt es am 28. Oktober 1835 nach dem neuen Inhaber General der Infanterie Klemens von Raglovich zum Rosenhof die Bezeichnung Infanterie-Regiment „Raglovich“. Nach dessen Tod am 3. Januar 1836 (Infanterie-Regiment „vacant Raglovich“) erhielt am 29. August 1837 Generalleutnant Albert Graf zu Pappenheim das Regiment, das sogleich in Infanterie-Regiment „Albert Pappenheim“ umbenannt wurde. Am 26. April 1848 erhielt es die Bezeichnung 10. Infanterie-Regiment „Albert Pappenheim“.
In den Jahren 1848/49 wurde das Regiment, das mittlerweile wieder auf drei Bataillone angewachsen war, gegen Aufständische eingesetzt. In den 50er Jahren des 19. Jahrhunderts erfolgten der Umzug des Regiments nach Ingolstadt sowie einige Umgliederungen. Mit dem Tod von Generalleutnant Graf zu Pappenheim hieß das Regiment seit 1. Juli 1860 10. Infanterie-Regiment „vacant Albert Pappenheim“.

### Krieg gegen Preußen 1866
Im Deutschen Krieg wurde das Regiment aufgeteilt: Das I. und III. Bataillon wurden der 4. Brigade (2. Division) in Stärke 48 Offiziere, vier Ärzte, 148 Unteroffiziere, 1550 Mannschaften sowie zwei Beamte unterstellt. Das II. Bataillon war der Reserve-Infanteriebrigade zugeordnet. Das neu aufgestellte IV. Bataillon wurde in Germersheim stationiert und am 13. September 1866 wieder aufgelöst. In den Gefechten bei Zella (4. Juli), Kissingen (10. Juli), Helmstadt/Üttingen (25. Juli) und Roßbrunn (26. Juli) erlitt das Regiment trotz der Niederlagen der österreichisch-bayerischen Truppen vergleichsweise wenig Verluste.
Am 24. April 1867 wurde Prinz Ludwig von Bayern der letzte Inhaber des Regiments. Das Regiment wurde dann 10. Infanterie-Regiment „Prinz Ludwig“ genannt und war in drei Bataillone zu je vier Kompagnien gegliedert. Aus Anlass der Geburt des Kronprinzen Rupprecht stiftete Prinz Ludwig 3000 Gulden für hilfsbedürftige Offiziere sowie 5000 Mark für Unteroffiziere und Mannschaften (Prinz Ludwig-Fonds).

### Deutsch-Französischer Krieg1870/71
Zu Beginn des Krieges verfügte der Oberstkommandant Oberst Albert Freiherr von Guttenberg über 68 Offiziere sowie 2736 Unteroffiziere und Mannschaften. Die Feuertaufe erhielt das Regiment im Gefecht bei Beaumont, wo es einen französischen Angriff abwehrte und seinerseits zum Angriff antrat. Es wurden 44 Franzosen als Gefangene eingebracht, das Regiment verlor dabei etwa 100 Mann. Es nahm am 1. September 1870 erfolgreich in der Schlacht bei Sedan teil, währenddessen der Oberstkommandant an vorderster Linie kämpfend verwundet wurde. Die Gefechtsstärke nach der Schlacht betrug 44 Offiziere sowie 1858 Unteroffiziere und Mannschaften. Im Zuge der ersten Eroberung von Orléans am 11. Oktober 1870 nahm das Regiment 3 französische Offiziere und 380 Mann gefangen, die Stadt musste aber den Franzosen wieder überlassen werden. In dem Gefecht bei Coulmiers am 9. November 1870 konnte das Regiment seine Stellungen in der Ortschaft den ganzen Tag gegen überlegene Feindkräfte halten. Zur Abenddämmerung setzten sich die bayerischen Truppen geordnet aus Coulmiers ab. Im November 1870 hatte das Regiment wegen der nasskalten Witterung einen sehr hohen Krankenstand. Während der Schlacht bei Loigny und Poupry am 2. Dezember 1870 machte sich die allgemeine Erschöpfung bemerkbar und das Regiment musste vor den anstürmenden Franzosen ausweichen. Bei der zweiten Einnahme von Orléans am 3. Dezember 1870 war das Regiment, das seit Wochen ununterbrochen im Kampf stand, als Flankensicherung eingesetzt. Vor den Gefechten von Beaugency-Cravant am 8. Dezember 1870 und bei Norée am 16. Dezember 1870 traf endlich der lang ersehnte Ersatz ein. Aber das Regiment war erschöpft und hatte nur noch 16 Offiziere sowie 1207 Mann. Die Gesamtverluste betrugen im Deutsch-Französischen Krieg 104 Gefallene, 752 Verwundete, 102 Vermisste und 91 Gefangene.
1878 wurde das I. Bataillon in Landsberg, dann ab 1894 in Eichstätt untergebracht. Im Oktober 1893 wurde ein IV. Halbbataillon mit der 13. und 14. Kompanie errichtet. Ab 1897 war das Regiment geschlossen in Ingolstadt stationiert. Im Oktober 1911 wurde die 1. Maschinengewehrkompanie errichtet. Am 10. Dezember 1912 für knapp ein Jahr in 10. Infanterie-Regiment „Prinzregent Ludwig“ umbenannt, erhielt es am 5. November 1913 schließlich die Bezeichnung 10. Infanterie-Regiment „König“.

### Erster Weltkrieg

#### 1914
Das Regiment war bei Beginn des Ersten Weltkriegs der 11. Infanterie-Brigade, im Weiteren der 6. Division sowie dem III. Armee-Korps der 6. Armee, unterstellt und trat mit einer Gefechtsstärke von 69 Offizieren und 1.763 Mann sowie mit 200 Pferden und 65 Fahrzeugen unter seinem Kommandeur Oberst Maximilian Weiß an, der das Regiment seit 1. Oktober 1913 führte. Es verlegte bis 2. August 1914 im Rahmen der gemischten 11. Infanterie-Brigade (mit unterstellten Kavallerie- und Artillerietruppenteilen) als Vorausband in den Raum südostwärts von Metz (→ Festung Metz). Nach geordnetem Rückzug griff das Regiment am 20. August 1914 die bei Delme liegende französische 68. Reservedivision an und war an der Besetzung des Ortes am darauf folgenden Morgen beteiligt. Es nahm im Weiteren an der Verfolgung der französischen Truppen teil, die es bis vor Nancy führte. Die Härte der Kämpfe spiegelte sich in den Verlusten (42 Offiziere und über 400 Mann) der ersten Wochen wider, bei denen auch der Regimentskommandeur Oberst Weiß am 7. September 1914 in der Nähe von St. Libaire schwer verwundet wurde und am darauf folgenden Tag im Reservelazarett Duß (Dieuze) verstarb. Nach der Schlacht in Lothringen erhielt das Regiment Ersatz von fünf Offizieren sowie 1.018 Unteroffizieren und Mannschaften. Am 11. September 1914 wurde das Regiment herausgelöst und vor die Ortschaft Spada westlich von Metz verlegt. Von dort wies es einen französischen Gegenangriff ab und stieß bis St. Mihiel an der Maas vor. Zwei Tage später hatte das Regiment über 500 Mann verloren. Am 18. September 1914 wurde Oberstleutnant Mieg mit der Führung des Regiments beauftragt und am 27. Oktober 1914 zum Kommandeur ernannt. Im November 1914 nahm es nochmals Ersatz von sechs Offizieren und 1.000 Mann auf. Das Regiment grub sich über den Winter 1914/15 bei St. Mihiel ein.

#### 1915
Am 7. April 1915 kämpfte das Regiment gegen die anstürmenden französischen Truppen im Aillywald, wo es schwere Verluste (17 Offiziere und fast 600 Mann) hinnehmen musste. Im Juni 1915 erhielt es als Ersatz 56 Offiziere und 2.765 Mann sowie 14 Maschinengewehre, mit denen die 2. und 3. Maschinengewehrkompanie errichtet wurde.

#### 1916

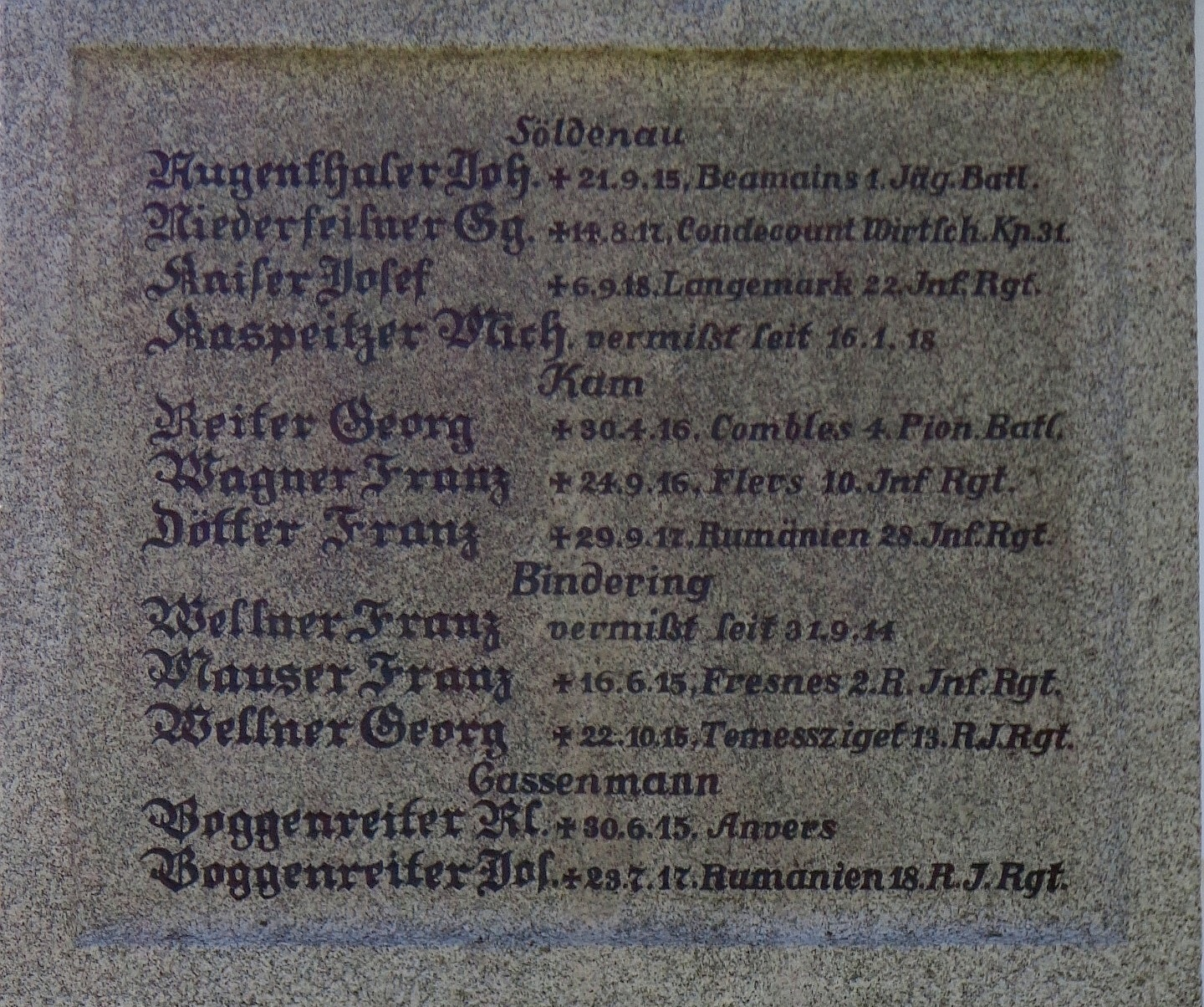
Kriegerdenkmal Söldenau mit Erwähnung von Franz Wagner vom 10. Bayerischen Infanterie-Regiment, gefallen am 24. September 1916 in Flers

Für die Schlacht um Verdun wurde das Regiment der 1. Division unterstellt. Es trat am 23. Juni 1916 aus der Thiaumont-Schlucht an und erstürmte das Panzerfort Thiaumont. Obwohl es vor dem Panzerwerk „Kalte Erde“ den Angriff abbrechen musste, konnte es 60 französische Offiziere und 2673 Mann gefangen nehmen. Dafür wurde es im Heeresbericht erwähnt, der Kommandeur Oberst Mieg erhielt das Ritterkreuz des Militär-Max-Joseph-Ordens, nicht genannt wurden die unbeschreiblichen Opfer allein an jenem 23. Juni (140 Gefallene, 1.000 Verwundete und über 300 Vermisste!). Im Juli 1916 erhielt das Regiment Ersatz in Stärke 41 Offiziere und 1.550 Mann.
Am 18. September 1916 löste das Regiment während der Schlacht an der Somme die Reste des 9. und 14. Infanterieregiments ab und ging tief gegliedert vor der Ortschaft Flers in Stellung. am 26. September 1916 gelang britischen Truppen unterstützt mit Tanks ein Einbruch nördlich von Flers. Auch hier waren die Verluste des Regiments erheblich (zwölf Offiziere, zehn Offizierstellvertreter, ca. 700 Mann), doch Ersatz kam nur noch spärlich.

#### 1917
Im Jahre 1917 verlegte das Regiment nach Flandern, wo es ostwärts Langemarck eingesetzt wurde. Am 4. Oktober 1917 musste das Regiment nach erfolgreichen britischen Einbrüchen die dortigen Stellungen räumen und auf Poelkappelle zurückweichen. Während dieser Gefechte wurde das I. Bataillon beinahe aufgerieben, das III. Bataillon war schwer angeschlagen.

#### 1918
In der Großen Schlacht von Frankreich (Michael-Schlacht) im März 1918 konnte das Regiment von Cagnicourt noch bis Boiry Bécquerelle–Boyelle vorstoßen (ca. 10–15 km), musste jedoch den Angriff unter schweren Verlusten abbrechen. Die Kompanien hatten im Durchschnitt noch 55 bis 60 Gewehre. Am 28. März 1918 wurde Major Johann Seißer das Kommando über das Regiment übertragen. Ende September 1918 wich das Regiment kämpfend nach Urvillers südlich von St. Quentin aus, wo es zunächst die französisch-amerikanischen Angriffe abwies, wurde am 10. Oktober zum Fluss Oise nördlich Guise zurückgenommen, wo es bis 4. November 1918 die feindlichen Abgriffe erfolgreich abwehrte. Am 12. Oktober 1918 erhielt das Regiment noch eine Minenwerfer-Kompanie, einen Regiments-Nachrichtenzug und Nachrichtenzüge für die Bataillone. Im Folgenden erreichte das Regiment am 11. November 1918 während des allgemeinen Rückzugs über Beaumont die Stadt Maubeuge.
Am 18. November 1918 hatte das Regiment die Gefechtsstärke von:
- I. Bataillon: zwanzig Offiziere, 283 Unteroffiziere und Mannschaften, 45 Pferde
- II. Bataillon: aufgelöst
- III. Bataillon: elf Offiziere, 320 Unteroffiziere und Mannschaften, 48 Pferde
- 1. und 3. MG-Kompanie: sieben Offiziere, 151 Unteroffiziere und Mannschaften, 21 Pferde

Während des Ersten Weltkriegs hatte das Regiment zu beklagen an
- Toten: 73 Offiziere, zwei Ärzte, 304 Unteroffiziere und 2.251 Mannschaften
- Vermissten: vier Offiziere, 33 Unteroffiziere und 383 Mannschaften
- durch Krankheiten Verstorbenen: ein Offizier, acht Unteroffiziere und 54 Mannschaften

Am Ende des Krieges befanden sich 16 Offiziere, 112 Unteroffiziere und 747 Mannschaften in Gefangenschaft.

### Verbleib
Nach dem Waffenstillstand von Compiègne kehrten die Reste des Regiments in die Garnison nach Ingolstadt zurück und wurde dort ab 22. Dezember 1918 demobilisiert. Aus Teilen bildeten sich verschiedene Freiwilligen-Formationen. Im März 1919 wurde die Sicherheits-Kompanie „Bergen“ aufgestellt, die am 25. Mai 1919 als 12. Kompanie zum Wehr-Regiment München übertrat. Daneben stellte man im Mürz/April 1919 die Sicherheits-Kompanien „Besch“, „Schneider“ und „Schreyer“ auf. Außerdem bildete sich die Sicherheit- bzw. Volkswehr-Kompanie Stahl, die im Juni 1919 im Grenzschutz Böhmen tätig war. Die Freiformationen gingen mit der Bildung der Vorläufigen Reichswehr im Juni 1919 im III. Bataillon des Reichswehr-Infanterie-Regiments 48 auf.
Die Tradition übernahm in der Reichswehr durch Erlass des Chefs der Heeresleitung, General der Infanterie Hans von Seeckt, vom 24. August 1921 die 5. Kompanie des 20. (Bayerisches) Infanterie-Regiments in Ingolstadt. In der Wehrmacht führte der Regimentsstab, das I. Bataillon sowie die 13. und 14. Kompanie des Infanterieregiments 63 die Tradition fort.

## Kommandeure
| Dienstgrad             | Name                         | Datum                                   |
| ---------------------- | ---------------------------- | --------------------------------------- |
| Oberst                 | Anton von Prößl              | 15. Dezember 1843 bis 6. April 1847     |
| Oberstleutnant         | Konrad Engelhardt            | 07. April 1847 bis 19. Dezember 1849    |
| Oberst                 | Eduard von Teng              | 21. Dezember 1849 bis 13. Februar 1855  |
| Oberst                 | Ernst Schizlein              | 14. Februar 1855 bis 8. Mai 1859        |
| Oberstleutnant/ Oberst | Karl Mantey von Dittmer      | 09. Mai 1859 bis 9. Januar 1866         |
| Oberst                 | Klemens von Jones-Tettenweiß | 10. Januar 1866 bis 8. Januar 1869      |
| Oberstleutnant         | Theodor Ritter               | 09. Januar 1869 bis 22. Juli 1870       |
| Oberst                 | Albert von Guttenberg        | 23. Juli 1870 bis 18. Dezember 1871     |
| Oberst                 | Ludwig Duntze                | 19. Dezember 1871 bis 3. Dezember 1874  |
| Oberst                 | Josepf Fleischmann           | 04. Dezember 1874 bis 22. November 1877 |
| Oberst                 | Ludwig Müller                | 23. November 1877 bis 2. November 1880  |
| Oberst                 | Karl Popp                    | 03. November 1880 bis 28. August 1884   |
| Oberst                 | Ludwig von Ziegler           | 29. August 1884 bis 28. Oktober 1887    |
| Oberst                 | Karl Köstler                 | 29. Oktober 1887 bis 14. März 1891      |
| Oberst                 | Karl Lobenhoffer             | 15. März 1891 bis 13. Juni 1894         |
| Oberstleutnant         | Anton Pflaumer               | 14. Juni 1894 bis 16. Juli 1896         |
| Oberst                 | Karl Leichtenstein           | 17. Juli 1896 bis 1. Juni 1899          |
| Oberst                 | Alfred von Wachter           | 02. Juni 1899 bis 11. Februar 1901      |
| Oberst                 | Rudolf Roesch                | 12. Februar 1901 bis 3. August 1903     |
| Oberstleutnant         | Jakob Spindler               | 04. August 1903 bis 25. Dezember 1904   |
| Oberst                 | Heinrich Meyer               | 26. Dezember 1904 bis 10. März 1907     |
| Oberst                 | Christoph Kiefhaber          | 11. März 1907 bis 19. September 1910    |
| Oberst                 | Wilhelm von Kischbaum        | 20. September 1910 bis 29. Juni 1911    |
| Oberst                 | Karl Weißmiller              | 24. Juli 1911 bis 30. September 1913    |
| Oberst                 | Maximilian Weiß              | 01. Oktober 1913 bis 20. September 1914 |
| Oberstleutnant/ Oberst | Hans von Mieg                | 21. September 1914 bis 27. März 1918    |
| Major                  | Franz Seißer                 | 23. März 1918 bis Auflösung             |